# Ljudski T-limfotropni virus
Ljudski T-limfotropni virus, ljudski T-ćelijski limfotropni virus, ili ljudski T-ćelijski leukemijski limfomni virus (HTLV) familija je virusa iz grupe ljudskih retrovirusa. Poznato je da oni uzrokuju tipove kancera pod nazivom leukemija/limfoma odraslih T-ćelija, aplastičnu anemiju i demijelinizirajuću bolest zvanu HTLV-I koja je asocirana s mijelopatijskom/tropskom spastičnom paraparezom (HAM/TSP). HTLV virusi pripadaju većoj grupi primatnih T-limfotropnih virusa (PTLV virusa). Članovi ove familije koji infektiraju ljude se nazivaju HTLV virusi, a oni koji infektiraju majmune starog sveta su Simijanski T-limfotropni virusi (STLV).  Do sada su identifikovana četiri tipa HTLV virusa (ljudski T-limfotropni virus 1 [HTLV-I], ljudski T-limfotropni virus 2 [HTLV-II], HTLV-III, i HTLV-IV) i četiri tipa STLV virusa (STLV-I, STLV-II, STLV-III, i STLV-V). HTLV tipovi HTLV-1 i HTLV-2 virusa su prvi otkriveni retrovirusi. Oba pripadaju onkovirusnoj potfamiliji retrovirusa i mogu da transformišu ljudske limfocite tako da su samoodrživi in vitro. Smatra se da su HTLV virusi potekli iz STLV virusne transmisije između vrsta. Originalno ime za HIV, virus koji uzrokuje AIDS, je bilo HTLV-III. 
HTLV-1 genom je diploid, koji se sastoji od dve kopije jednolančanog RNK virusa, čiji genom se kopira u dvolančanu DNK formu, koja se integriše u genom domaćinove ćelije, nakon čega se virus naziva provirusom. On je blisko srodan sa goveđim leukemijskim virusom BLV.

## Spoljašnje veze
- International Retrovirology Association
- Human+T-lymphotropic+virus+1 на 
- Human+T-lymphotropic+virus+2 на 
- „Human T-lymphotropic virus 1”. NCBI Taxonomy Browser. 11908.
- „Human T-lymphotropic virus 2”. NCBI Taxonomy Browser. 11909.
- „Human T-lymphotropic virus 3”. NCBI Taxonomy Browser. 28332.
- „Human T-lymphotropic virus 4”. NCBI Taxonomy Browser. 318279.
- „Untyped Human T-lymphotropic virus”. NCBI Taxonomy Browser. 318275.